# Harpalus liobasis
Harpalus liobasis är en skalbaggsart som beskrevs av Maximilien de Chaudoir. Harpalus liobasis ingår i släktet Harpalus och familjen jordlöpare. Inga underarter finns listade i Catalogue of Life.